# 6th (Inniskilling) Dragoons
O 6th (Inniskilling) Dragoons foi um regimento de cavalaria do Exército Britânico, criado em 1689. Esteve activo durante três séculos, ante de ser integrado no 5th/6th Dragoons (mais tarde designado por 5th Inniskilling Dragoon Guards e, finalmente,5th Royal Inniskilling Dragoon Guards) em 1922.
Conhecidos por '"The Skins", são um dos quatro antigos regimentos dos Royal Dragoon Guards.
O regimento foi criado com a designação Sir Albert Cunningham's Regiment of Dragoons em 1689, por reorganização de várias tropas independentes, e designada como 6th Dragoons. Mais tarde seria conhecida como Black Dragoons e, em 1751 foi formalmente intitulada de 6th (Inniskilling) Regiment of Dragoons, ou de forma simplificada, 6th (Inniskilling) Dragoons.
Uma das batalhas mais notáveis em que participou foi a Batalha do Boyne, em 1690. Também lutaram com distinção na Batalha de Waterloo e de novo na Guerra da Crimeia na Batalha de Balaclava.
A Segunda Guerra Mundial foi o princípio do fim da cavalaria tradicional dado que a cavalaria mecanizada estava a tomar o seu lugar com mais poder destrutivo e tornando a presença de cavalos redundante nos modernos teatros de guerra. O Exército Britânico reorganizou e diminuiu as forças a cavalo extinguindo, ou integrando, os seus famosos regimentos de cavalaria em 1922, como medida incluída nas reformas políticas de redução da despesa pública de Eric Campbell Geddes.